# Stefan Bieszk
Stefan Bieszk (kasz. Sztefan Bieszk) (ur. 23 lipca 1895 we Fryburgu Bryzgowijskim, zmarł 18 lipca 1964 r. w drodze z Charzyków do Chojnic) – nauczyciel, kaszubski pisarz.

## Życie i Twórczość
Urodził się 23 lipca 1895 roku we Fryburgu Bryzgowijskim w Badenii, w Niemczech, gdzie jego rodzina przebywała na emigracji; ojciec Ferdynand Bieszk pochodził z Koleczkowa.
W 1920 roku z rodziną wrócił do Polski, jego ojciec został dyrektorem w gimnazjum w Chojnicach.
Studia filologiczne ukończył w Poznaniu, następnie podjął pracę jako nauczyciel w chojnickim gimnazjum, gdzie wykładał grekę i łacinę. Był opiekunem drużyny starszoharcerskiej i założycielem pierwszej drużyny żeglarskiej. Prowadził amatorski teatr dramatyczny dla młodzieży licealnej, z którą wystawiał wiele przedstawień, m.in. własne dramaty o Chojnicach: "Tobie, ojczyzno", "Szturm na Chojnice" i "Krwią kapłańską". Pisywał również artykuły do lokalnych gazet i czasopism. W 1934 roku za niezłomne przekonania dla sprawy kaszubskiej i regionalnej został przeniesiony do Zamościa. Za sprawą przyjaciół powrócił na Pomorze do Chełmna, gdzie pozostał już na stałe. Wakacje spędzał w ulubionych Chojnicach i Charzykowach, tu przyjaźnił się z wieloma chojniczanami m.in. Ottonem Weilandem. Po wojnie za swe przekonania religijne i regionalne był szykanowany, wydalony ze szkolnictwa, a nawet więziony. Pod koniec życia wykładał w Seminarium Pelplińskim. Był współzałożycielem Zrzeszenia Kaszubskiego, głównym ideologiem tego ruchu. Pisał wiele rozpraw, sonetów w języku kaszubskim, a szczególnie doceniane są jego "Szołobułki kaszubskie" pt. "Kowol czarownik", "Pokorno Róże" i "Polno mësz", pozostawił ponad 40 utworów. Szczególnie sonety są wyrazem fascynacji - w jego przekonaniu - pięknem kaszubskich krajobrazów oraz siłą ducha Kaszubów.
Stefan Bieszk uznawał Kaszubów za potomków wielkiego niegdyś, lechickiego plemienia Pomorzan, które stanowiło pomost między plemionami polskimi a połabskimi.
Zmarł w drodze z Charzyków do Chojnic 18 lipca 1964 roku, a pochowany został w Chełmnie.